# Fiat Linea Competizione
La Fiat Linea Competizione fue una categoría argentina de automovilismo de velocidad. Fue creada con motivo de los festejos por los noventa años de la filial argentina de Fiat, siendo presentada como una categoría promocional monomarca, que oficiaba de telonera del Turismo Competición 2000. Esta categoría fue pensada primordialmente para un público aficionado a la práctica del deporte motor, más que para pilotos profesionales o jóvenes provenientes de categorías de karting o fórmulas.
Fue presentada oficialmente a finales del año 2008, su debut oficial fue el 5 de abril de 2009 en el Autódromo Oscar Cabalén de Alta Gracia y fue discontinuada el día 10 de junio de 2012 en el Autódromo Parque Ciudad de General Roca.

## Historia

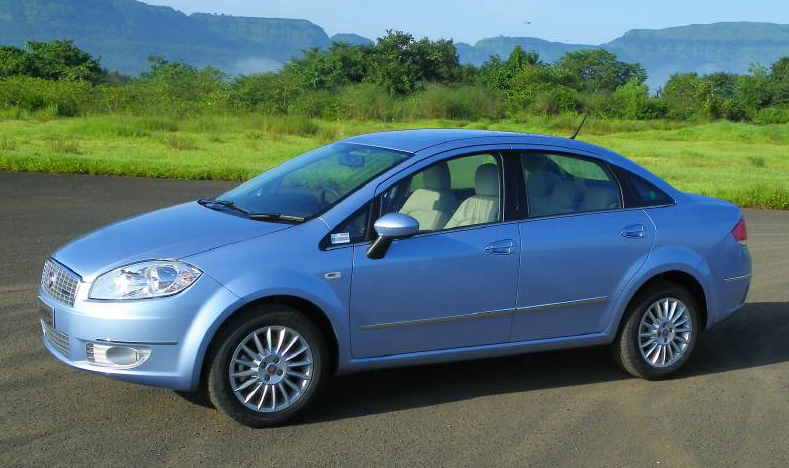
Fiat Linea, modelo utilizado para la creación de esta categoría.

La Fiat Linea Competizione fue creada en Argentina por la subsidiaria nacional de Fiat. Fue fundada en el marco del 90° Aniversario de la filial argentina de Fiat y debutó oficialmente el 5 de abril de 2009 en el Autódromo Oscar Cabalén de Alta Gracia, oficiando como telonera de la categoría Turismo Competición 2000.
La categoría era una divisional promocional monomarca, desarrollada por un convenio conjunto entre Fiat Auto Argentina y la escuadra FS Motorsport, del expiloto Federico Suárez Salvia. Los vehículos desarrollados para tal fin eran unidades Fiat Linea, de preparación semiestándar y motorizados con impulsores atmosféricos de 1900 cm³ y cuatro cilindros en línea.
Primordialmente, esta categoría estuvo destinada a aficionados del deporte motor o empresarios con intereses de querer desarrollar la práctica del automovilismo de velocidad, a la vez de servir como una importante fuente de negocios entre sus participantes. Por tal motivo y para conseguir lograr un desarrollo de la práctica de esta disciplina por parte de sus participantes, fue lanzada la primera escuela de pilotos, la cual contaba con la dirección del expiloto de TC 2000 Gustavo Der Ohanessian.
La Fiat Linea Competizione finalmente cesó sus actividades el día 10 de junio de 2012 en el Autódromo Parque Ciudad de General Roca. En aquella oportunidad, tuvo el honor de ser su último ganador Bruno Marioni y la categoría fue discontinuada, para dar lugar a la Abarth Punto Competizione, categoría que se inició continuando el campeonato que dejara inconcluso la FLC.
Los números finales de la Fiat Linea Competizione indican la organización de 41 competencias, de las cuales 36 fueron realizadas acompañando al TC 2000 y cinco al Súper TC 2000. Durante los tres años y medio que duró, tres pilotos se consagraron campeones, siendo ellos Mauricio Barberis en 2009, Eduardo Bracco en 2010 y Carlos Miguens en 2011, mientras que en el año 2012 el exfutbolista Bruno Marioni se terminaría consagrando como primer campeón de la Abarth Punto Competizione, pero continuando con el campeonato que la FLC había dejado inconcluso. Asimismo, 194 pilotos fueron partícipes, de los cuales 18 han tenido el honor de ser ganadores. Entre las plusmarcas, se destacó el piloto Federico Braga, que con 7 triunfos y 7 polepositions fue el máximo referente de la categoría, mientras que Federico Depauli ostenta el mayor número de presentaciones, con 38 asistencias.

## Campeonatos

### Campeonato 2009
| #   | Piloto                     | N.º Id. | Puntaje    |
| --- | -------------------------- | ------- | ---------- |
| 1.º | Mauricio Barberis          | 40      | 115 puntos |
| 2.º | Eduardo Bracco             | 3       | 108 puntos |
| 3.º | Thomas Harpe               | 9       | 97 puntos  |
| 4.º | Fabián Taraborelli         | 18      | 86 puntos  |
| 5.º | Federico Braga             | 14      | 84 puntos  |
| 6.º | Roberto Corvalán           | 26      | 80 puntos  |
| 7.º | Javier Aristi              | 28      | 61 puntos  |
| 8.º | Ángel Monguzzi             | 8       | 58 puntos  |
| 9.º | Alejandro Cravero          | 25      | 58 puntos  |
| 10  | Alejandro Zanet            | 12      | 53 puntos  |
| 11  | Sebastián Martínez Ríos    | 35      | 31 puntos  |
| 12  | Hernán González Llamazares | 49      | 21 puntos  |
| 13  | Cristiano Rattazzi         | 10      | 16 puntos  |
| 14  | Guillermo Detry            | 66      | 14 puntos  |
| 15  | Daniel Di Falcis           | 31      | 13 puntos  |
| 16  | Federico De Pauli          | 22      | 13 puntos  |
| 17  | Héctor Porzio              | 27      | 12 puntos  |
| 18  | Enrique Urrutia            | 36      | 12 puntos  |
| 19  | Alfredo Tricarichi         | 57      | 11 puntos  |
| 20  | Richard Stuart Milne       | 19      | 6 puntos   |
| 21  | Luis Aguirre               | 20      | 5 puntos   |
| 22  | Francisco Mayorga          | 5       | 4 puntos   |
| 23  | Claudio Garbín             | 41      | 4 puntos   |
| 24  | Rodolfo Rodríguez          | 53      | 3 puntos   |
| 25  | Pablo Piñeiro              | 4       | 3 puntos   |
| 26  | Pablo Asci                 | 23      | 2 puntos   |
| 27  | Rodolfo Constantini        | 7       | 2 puntos   |
| 28  | Guillermo Fortunato        | 2       | 2 puntos   |
| 29  | Hugo Pulenta               | 46      | 2 puntos   |
| 30  | Marcelo Castro             | 64      | 2 puntos   |
| 31  | Hugo Ballester             | 48      | 2 puntos   |
| 32  | Fernando Albano            | 6       | 1 punto    |
| 33  | Jordi Lofisi               | 45      | 1 punto    |
| 34  | Gastón Berganza            | 67      | 1 punto    |
| 35  | Cristian Confetti (35)     | 11      | 0 puntos   |
| 35  | Javier Martínez (36)       | 15      | 0 puntos   |
| 35  | Ignacio Viale (37)         | 16      | 0 puntos   |
| 35  | Jorge Gómez (38)           | 17      | 0 puntos   |
| 35  | Walter Castellanos (39)    | 21      | 0 puntos   |
| 35  | Rodolfo De Pauli (40)      | 22      | 0 puntos   |
| 35  | Juan Carlos Azzali (41)    | 24      | 0 puntos   |
| 35  | Martín Segovia (42)        | 29      | 0 puntos   |
| 35  | Christian Tyszkiewiez (43) | 30      | 0 puntos   |
| 35  | Osvaldo Rabadé (44)        | 32      | 0 puntos   |
| 35  | Gustavo Tozzo (45)         | 34      | 0 puntos   |
| 35  | Carlos Bravo (46)          | 37      | 0 puntos   |
| 35  | "Carlos Jota" (47)         | 39      | 0 puntos   |
| 35  | Carlos Miguens (48)        | 39      | 0 puntos   |
| 35  | Fernando Caparrós (49)     | 42      | 0 puntos   |
| 35  | Eduardo Ribatto (50)       | 43      | 0 puntos   |
| 35  | Roberto Pietroboni (51)    | 44      | 0 puntos   |
| 35  | Rubén Seleme (52)          | 47      | 0 puntos   |
| 35  | Eduardo Trosch (53)        | 50      | 0 puntos   |
| 35  | Miguel Velazco (54)        | 51      | 0 puntos   |
| 35  | Andrés Josephson (55)      | 52      | 0 puntos   |
| 35  | Diego Miguens (56)         | 55      | 0 puntos   |
| 35  | Nicolás Constantini (57)   | 56      | 0 puntos   |
| 35  | Juan Carlos Pugliese (58)  | 58      | 0 puntos   |
| 35  | José Porta (59)            | 59      | 0 puntos   |
| 35  | Marcelo Paz (60)           | 60      | 0 puntos   |
| 35  | Jorge Pereyra (61)         | 61      | 0 puntos   |
| 35  | Sebastian Pereyra (62)     | 62      | 0 puntos   |
| 35  | Hernán Dietrich (63)       | 63      | 0 puntos   |
| 35  | Federico Sciacalugga (64)  | 64      | 0 puntos   |
| 35  | Federico Gómez (65)        | 65      | 0 puntos   |

- [6]

### Campeonato 2010
| #   | Piloto                     | N.º Id. | Puntaje    |
| --- | -------------------------- | ------- | ---------- |
| 1.º | Eduardo Bracco             | 2       | 147 puntos |
| 2.º | Bruno Marioni              | 46      | 113 puntos |
| 3.º | Sebastián Martínez         | 11      | 103 puntos |
| 4.º | Carlos Miguens             | 50      | 92 puntos  |
| 5.º | Hugo Ballester             | 31      | 59 puntos  |
| 6.º | Cristiano Rattazzi         | 13      | 51 puntos  |
| 7.º | Hernán González Llamazares | 12      | 49 puntos  |
| 8.º | Federico De Pauli          | 16      | 46 puntos  |
| 9.º | Sebastian Pereyra          | 52      | 38 puntos  |
| 10  | Andrés Josephsohn          | 43      | 33 puntos  |
| 11  | Federico Braga             | 5       | 30 puntos  |
| 12  | Roberto Corvalán           | 6       | 30 puntos  |
| 13  | Richard Stuart Milne       | 20      | 28 puntos  |
| 14  | Alfredo Tricarichi         | 19      | 27 puntos  |
| 15  | Marcelo Paz                | 44      | 26 puntos  |
| 16  | Daniel Di Falcis           | 15      | 17 puntos  |
| 17  | Rodolfo Constantini        | 27      | 16 puntos  |
| 18  | Alejandro Chahwan          | 56      | 14 puntos  |
| 19  | Thomas Harpe               | 3       | 12 puntos  |
| 20  | Federico Gómez             | 64      | 11 puntos  |
| 21  | Gastón Berganza            | 34      | 8 puntos   |
| 22  | Guillermo Detry (†)        | 14      | 7 puntos   |
| 23  | Jorge Gómez                | 41      | 6 puntos   |
| 24  | Lisandro Masia             | 75      | 6 puntos   |
| 25  | Eduardo Ribatto            | 53      | 5 puntos   |
| 26  | Alejandro Cravero          | 9       | 4 puntos   |
| 27  | César Folledo              | 74      | 3 puntos   |
| 28  | Alejandro Pereyra          | 45      | 2 puntos   |
| 29  | Fabián Sperman             | 40      | 1 punto    |
| 30  | Fernando Albano (30)       | 32      | 0 puntos   |
| 30  | Lorena Blanco (31)         | 76      | 0 puntos   |
| 30  | Marcelo Borchardt (32)     | 58      | 0 puntos   |
| 30  | Carlos Bravo (33)          | 71      | 0 puntos   |
| 30  | Luis Castelli (34)         | 77      | 0 puntos   |
| 30  | Ángel Dana (35)            | 70      | 0 puntos   |
| 30  | Carolina Eiras (36)        | 59      | 0 puntos   |
| 30  | Delfina Frers (37)         | 65      | 0 puntos   |
| 30  | Eduardo García Gómez (38)  | 61      | 0 puntos   |
| 30  | Fernando Lascombes (39)    | 60      | 0 puntos   |
| 30  | Mario Maineri (40)         | 62      | 0 puntos   |
| 30  | Antonio Matías (41)        | 68      | 0 puntos   |
| 30  | Ángel Monguzzi (42)        | 8       | 0 puntos   |
| 30  | Hernán Pflaum (43)         | 67      | 0 puntos   |
| 30  | César Pintos (44)          | 49      | 0 puntos   |
| 30  | Edgardo Porfiri (45)       | 73      | 0 puntos   |
| 30  | Gastón Rabadé (46)         | 48      | 0 puntos   |
| 30  | Osvaldo Rabadé (47)        | 42      | 0 puntos   |
| 30  | Cristian Romero (48)       | 72      | 0 puntos   |
| 30  | Francisco Roses (49)       | 78      | 0 puntos   |
| 30  | Eduardo Trosch (50)        | 69      | 0 puntos   |

(†): Fallecido durante el transcurso de este torneo
- [8]

### Campeonato 2011
Durante el desarrollo del campeonato 2011, la divisional creó sobre el cierre del calendario el sistema de Play Off para definir al campeón de la categoría. A dicha instancia se clasificaban los primeros 10 mejores ubicados, quienes corrían con el privilegio de dirimir quien iba a ser el nuevo campeón de la Fiat Linea Competizione. Por su parte, los demás pilotos que no clasificaran al Play Off, fueron reagrupados en un torneo paralelo, para definir la Copa Revancha. De esta forma, el campeón 2011 y acreedor de la Copa Fiat Linea 2011, fue el piloto Carlos Miguens, mientras que el subcampeón fue el piloto César Folledo. Por su parte, el ganador del trofeo revancha fue el piloto Carlos De Ley.
| Copa Fiat Linea Play Off Campeonato 2011 | Copa Fiat Linea Play Off Campeonato 2011 | Copa Fiat Linea Play Off Campeonato 2011 | Copa Fiat Linea Play Off Campeonato 2011 | Copa Fiat Linea Play Off Campeonato 2011 |
| #                                        | Piloto                                   | N.º Id.                                  | Puntaje                                  | Referencia                               |
| ---------------------------------------- | ---------------------------------------- | ---------------------------------------- | ---------------------------------------- | ---------------------------------------- |
| 1.º                                      | Carlos Miguens                           | 4                                        | 34 puntos                                | Campeón                                  |
| 2.º                                      | César Folledo                            | 28                                       | 32 puntos                                | Subcampeón                               |
| 3.º                                      | Hugo Ballester                           | 5                                        | 29 puntos                                | Tercero                                  |
| 4.º                                      | Hernán González Llamazares               | 7                                        | 25 puntos                                | Clasificado al Play off                  |
| 5.º                                      | Alfredo Tricarichi                       | 15                                       | 25 puntos                                | Clasificado al Play off                  |
| 6.º                                      | Bruno Marioni                            | 2                                        | 22 puntos                                | Clasificado al Play off                  |
| 7.º                                      | Federico Braga                           | 12                                       | 21 puntos                                | Clasificado al Play off                  |
| 8.º                                      | Cristiano Rattazzi                       | 6                                        | 17 puntos                                | Clasificado al Play off                  |
| 9.º                                      | Sebastián Pereyra                        | 9                                        | 14 puntos                                | Clasificado al Play off                  |
| 10                                       | Andrés Josephsohn                        | 10                                       | 12 puntos                                | Clasificado al Play off                  |
| Trofeo Revancha Fiat Linea 2011          |                                          |                                          |                                          |                                          |
| #                                        | Piloto                                   | N.º Id.                                  | Puntaje                                  | Referencia                               |
| 11                                       | Carlos De Ley                            | 81                                       | 40 puntos                                | Ganador Copa Revancha                    |
| 12                                       | Federico Depauli                         | 8                                        | 31 puntos                                | No clasificado                           |
| 13                                       | Alejandro Pereyra                        | 29                                       | 30 puntos                                | No clasificado                           |
| 14                                       | Fabricio Balogh                          | 42                                       | 25 puntos                                | No clasificado                           |
| 15                                       | Eduardo Ribatto                          | 26                                       | 24 puntos                                | No clasificado                           |
| 16                                       | Mariano Pernia                           | 77                                       | 24 puntos                                | No clasificado                           |
| 17                                       | Christian Romero                         | 31                                       | 21 puntos                                | No clasificado                           |
| 18                                       | Caniel Difalcis                          | 17                                       | 19 puntos                                | No clasificado                           |
| 19                                       | Gastón Berganza                          | 22                                       | 14 puntos                                | No clasificado                           |
| 20                                       | Federico Sciaccaluga                     | 47                                       | 12 puntos                                | No clasificado                           |
| 21                                       | Lisandro Masia                           | 24                                       | 10 puntos                                | No clasificado                           |
| 22                                       | Richard Stuart Milne                     | 14                                       | 10 puntos                                | No clasificado                           |
| 23                                       | Roberto Corvalán                         | 11                                       | 6 puntos                                 | No clasificado                           |
| 24                                       | Fabián Sperman                           | 51                                       | 6 puntos                                 | No clasificado                           |
| 25                                       | Luis Castelli                            | 50                                       | 6 puntos                                 | No clasificado                           |
| 26                                       | Osvaldo Rabadé                           | 34                                       | 4 puntos                                 | No clasificado                           |
| 27                                       | Lucas Guntín                             | 75                                       | 3 puntos                                 | No clasificado                           |
| 28                                       | César Pintos                             | 32                                       | 3 puntos                                 | No clasificado                           |
| 29                                       | Ángel Dana                               | 38                                       | 3 puntos                                 | No clasificado                           |
| 30                                       | Daniel Luzardo                           | 46                                       | 2 puntos                                 | No clasificado                           |
| 31                                       | Rubén Domínguez                          | 95                                       | 2 puntos                                 | No clasificado                           |
| 32                                       | Claudio Sánchez                          | 99                                       | 2 puntos                                 | No clasificado                           |
| 33                                       | Omar Serer                               | 43                                       | 1 punto                                  | No clasificado                           |
| 34                                       | Gastón Rabadé                            | 35                                       | 1 punto                                  | No clasificado                           |
| 35                                       | Hernán Pflaum                            | 45                                       | 1 punto                                  | No clasificado                           |
| 36                                       | Daniel Coscenza                          | 79                                       | 1 punto                                  | No clasificado                           |
| 37                                       | Jorge Aidar                              | 78                                       | 1 punto                                  | No clasificado                           |
| 38                                       | Fernando Lascombes                       | 37                                       | 0 puntos                                 | No clasificado                           |
| 39                                       | Lorena Blanco                            | 40                                       | 0 puntos                                 | No clasificada                           |
| 40                                       | Matías Antonio                           | 41                                       | 0 puntos                                 | No clasificado                           |
| 41                                       | Carolina Eiras                           | 33                                       | 0 puntos                                 | No clasificada                           |
| 42                                       | Carlos De los Santos                     | 48                                       | 0 puntos                                 | No clasificado                           |
| 43                                       | Gonzalo Carreira                         | 49                                       | 0 puntos                                 | No clasificado                           |
| 44                                       | José Torrent                             | 55                                       | 0 puntos                                 | No clasificado                           |
| 45                                       | Matheus López                            | 39                                       | 0 puntos                                 | No clasificado                           |
| 46                                       | Ricardo Arribere                         | 57                                       | 0 puntos                                 | No clasificado                           |
| 47                                       | Rodrigo Avale                            | 91                                       | 0 puntos                                 | No clasificado                           |

- [9]

### Campeones y subcampeones
| Año  | Campeón           | Subcampeón     |
| ---- | ----------------- | -------------- |
| 2009 | Mauricio Barberis | Eduardo Bracco |
| 2010 | Eduardo Bracco    | Bruno Marioni  |
| 2011 | Carlos Miguens    | César Folledo  |

## Escudería de Top Race[13]
En el año 2011, Fiat Argentina llegó a un acuerdo con la categoría sudamericana Top Race, para factibilizar el ingreso de la marca a dicha competencia. La iniciativa contemplaba la construcción de dos unidades con carrozados amplificados del modelo Fiat Linea y que estarían destinados para su participación en la categoría Top Race Series. El proyecto contó con el apoyo oficial de Fiat y el equipo terminó llevando el mismo nombre de la categoría telonera del TC 2000: Fiat Linea Competizione. El equipo fue presentado en la carrera corrida el 4 de septiembre de 2011 en el Autódromo Juan y Oscar Gálvez de la Ciudad de Buenos Aires. Primeramente, las unidades les fueron confiadas a los pilotos Diego Menéndez y Sebastian Pereyra, el primero de vasta experiencia en el Top Race y el segundo un "egresado" de la monomarca telonera del TC 2000. Finalmente, Menéndez sería el único en mantenerse como integrante estable del equipo, sucediéndose en los mandos del otro coche, los pilotos Franco Girolami (carrera en Paraná), Federico Suárez Salvia (San Juan) y Lucas Ariel Guerra (Comodoro Rivadavia). A lo largo del 2011, el equipo consiguió como mejores resultados un podio en San Juan y un cuarto puesto en Comodoro Rivadavia de la mano de Diego Menéndez.
En el año 2012, la escuadra cambió de denominación, pasando a denominarse FS Motorsport, pero manteniendo el apoyo oficial de Fiat. El equipo pasó a ser comandado por Federico Suárez Salvia y a su vez, con el apoyo de Fiat, dio un paso decisivo al amplificar su estructura dentro del espectro de Top Race, al iniciar este año su incursión dentro de la categoría Top Race Series V6, división que se formó a partir del antiguo parque automotor del TRV6. Al mismo tiempo, la escuadra mantendría su estructura inicial en la redenominada divisional Top Race Junior. Para esta etapa, el plantel se renovó con las incorporaciones de la señorita Violeta Pernice en el TR Junior y del joven Germán Sirvent en el TRSV6, sumados a los ya confirmados Lucas Ariel Guerra del TRSV6 y Diego Menéndez del TR Junior.
Los rendimientos de los equipos en ambas divisionales fueron bastante parejos, demostrando ambas escuadras constancia entre los diez primeros. Para la séptima fecha del calendario, el equipo de Top Race Junior agrandó su estructura con el ingreso del piloto Alan Castellano, quien en la fecha anterior resultó triunfador a bordo de un Alfa Romeo 156 con representación semioficial. Sin embargo en la octava fecha del calendario y segunda de la Etapa de Invierno, los pilotos de la Top Race Series V6 Germán Sirvent y Lucas Ariel Guerra se desvincularon de la escuadra, dejando a la marca sin representantes en esta divisional. Finalmente para la novena fecha, Fiat anunció el ascenso del piloto Alan Castellano a la TRSV6, dejando en el TRJ a los pilotos Diego Menéndez y Violeta Pernice. Sin embargo, al inicio de la Etapa Final del año 2012 (carrera inmediatamente posterior a la corrida en Mar de Ajó), la alineación volvía a modificarse con el desembarco del campeón 2011 del Top Race Series, Federico Lifschitz, en la divisional Series V6. Al mismo tiempo, se anunció el regreso de Castellano al Top Race Junior, la salida de Diego Menéndez después de casi un año de representar a la marca y la incorporación en el equipo de Top Race Junior del joven Wilson Borgnino, luego de su participación como piloto invitado de Alan Castellano en Top Race Series V6. Finalmente, tras terminada la temporada 2012, Fiat anunció su alejamiento del Top Race, dejando en manos del FS Motorsport la representación sin apoyo oficial de la marca.

### Top Race Series V6
- Germán Sirvent[14]
- Lucas Ariel Guerra[15]
- Alan Castellano[16]
- Wilson Borgnino *[17]
- Federico Lifschitz[18]

(*): Corrió como invitado de Castellano

### Top Race Junior
- Diego Menéndez[19]
- Violeta Pernice[20]
- Alan Castellano[21]
- Wilson Borgnino[22]